# Municipio de Koylton
El municipio de Koylton (en inglés: Koylton Township) es un municipio ubicado en el condado de Tuscola en el estado estadounidense de Míchigan. En el año 2010 tenía una población de 1585 habitantes y una densidad poblacional de 16,92 personas por km².

## Geografía
El municipio de Koylton se encuentra ubicado en las coordenadas 43°22′21″N 83°9′36″O / 43.37250, -83.16000. Según la Oficina del Censo de los Estados Unidos, el municipio tiene una superficie total de 93.69 km², de la cual 90,41 km² corresponden a tierra firme y (3,5 %) 3,28 km² es agua.

## Demografía
Según el censo de 2010, había 1585 personas residiendo en el municipio de Koylton. La densidad de población era de 16,92 hab./km². De los 1585 habitantes, el municipio de Koylton estaba compuesto por el 97,73 % blancos, el 0,57 % eran afroamericanos, el 0,44 % eran amerindios, el 0,19 % eran asiáticos, el 0,19 % eran de otras razas y el 0,88 % eran de una mezcla de razas. Del total de la población el 1,89 % eran hispanos o latinos de cualquier raza.